# Куликово (Щучанский район)
Куликово — деревня в Щучанском районе Курганской области. Входит в состав Пивкинского сельсовета.

## География
Расположена у реки Миасс. Проселочная дорога.

## История
До 1917 года входила в состав Белоярской волости Челябинского уезда Оренбургской губернии. По данным на 1926 год деревня состояла из 232 хозяйств. В административном отношении являлась центром Куликовского сельсовета Щучанского района Челябинского округа Уральской области.
В деревне находится храм во имя Рождества Христова. (заложен в 1881 году, освящен в 1884 году и закрыт в 1930-м)..

## Население
| 1989 | 2002 | 2010 |
| ---- | ---- | ---- |
| 151  | ↘134 | ↘126 |

По данным переписи 1926 года в деревне проживало 1143 человека (541 мужчина и 602 женщины), в том числе: русские составляли 100 % населения.